# جيم آكر
جيم آكر (بالإنجليزية: Jim Acker)‏ هو لاعب كرة قاعدة أمريكي، ولد في 24 سبتمبر 1958 في فريير في الولايات المتحدة.

## وصلات خارجية
- جيم آكر على موقعبيزبول رفرنس.كوم (الدوري الرئيسي) (الإنجليزية)
- جيم آكر على موقعبيزبول رفرنس.كوم (الدوري الثانوي) (الإنجليزية)
- جيم آكر على موقع مشجعي الرسوم البيانية (الإنجليزية)